# Off the Wall (bài hát)
"Off The Wall" là một bài hát của ca sĩ người Mỹ Michael Jackson, nằm trong album phòng thu thứ 5 cùng tên của ông (1979). Nó được sáng tác bởi Rod Temperton và sản xuất bởi Quincy Jones, và phát hành như là đĩa đơn thứ ba trích từ album vào 2 tháng 2 năm 1980 bởi Epic Records. Lời bài hát nói về việc vượt qua khó khăn. Nó nhận được những đánh giá tích cực từ các nhà phê bình âm nhạc, và trở thành một trong 4 đĩa đơn lọt vào top 10 của Jackson từ Off the Wall, giúp ông trở thành người đầu tiên làm được điều này. Nó được thực hiện bởi Jackson trong 5 tour diễn của mình.

## Danh sách bài hát
| Đĩa 7" tại châu Âu (EPC 8045) | Đĩa 7" tại châu Âu (EPC 8045) | Đĩa 7" tại châu Âu (EPC 8045) |
| STT                           | Nhan đề                       | Thời lượng                    |
| ----------------------------- | ----------------------------- | ----------------------------- |
| 1.                            | "Off the Wall (Remix)"        | 4:01                          |
| 2.                            | "Workin' Day and Night"       | 5:10                          |
| Tổng thời lượng:              | Tổng thời lượng:              | 9:10                          |

| Đĩa 7" tại Mỹ (9-50838) | Đĩa 7" tại Mỹ (9-50838)   | Đĩa 7" tại Mỹ (9-50838) |
| STT                     | Nhan đề                   | Thời lượng              |
| ----------------------- | ------------------------- | ----------------------- |
| 1.                      | "Off the Wall (7" Remix)" | 3:47                    |
| 2.                      | "Get on the Floor"        | 4:38                    |
| Tổng thời lượng:        | Tổng thời lượng:          | 8:26                    |

## Những phiên bản chính thức
1. Bản album – 4:05
2. Remix – 4:01
3. Bản 7" remix – 3:47
4. Bản chỉnh sửa – 3:46  – xuất hiện trong Essential Collection
5. Junior Vasquez Mix – 5:13  – xuất hiện trong đĩa đơn Stranger in Moscow.
6. Bản trực tiếp – 4:00  – xuất hiện trong The Jacksons Live!.

## Xếp hạng và chứng nhận
| Bảng xếp hạng (1980)             | Vị trí cao nhất |
| -------------------------------- | --------------- |
| Irish Singles Chart              | 10              |
| UK Singles Chart                 | 7               |
| US Billboard Hot 100             | 10              |
| US Hot R&B Singles               | 5               |
| Bảng xếp hạng (2009)             | Vị trí cao nhất |
| UK Singles Chart                 | 73              |
| U.S. Billboard Hot Digital Songs | 51              |

| Bảng xếp hạng (1980) | Vị trí |
| -------------------- | ------ |
| US Billboard Hot 100 | 79     |

| Quốc gia                                                                           | Chứng nhận | Số đơn vị/doanh số chứng nhận |
| ---------------------------------------------------------------------------------- | ---------- | ----------------------------- |
| Hoa Kỳ (RIAA)                                                                      | Vàng       | 500.000^                      |
| * Chứng nhận dựa theo doanh số tiêu thụ. ^ Chứng nhận dựa theo doanh số nhập hàng. |            |                               |